# Patinação artística na Universíada de Inverno de 2015
As competições de patinação artística na Universíada de Inverno de 2015 foram disputadas no Iglu da Universíada em Granada, na Espanha entre 4 e 8 de fevereiro de 2015.

## Medalhistas
| Evento                          | Ouro                                      | Prata                                        | Bronze                                      | Ref.  |
| ------------------------------- | ----------------------------------------- | -------------------------------------------- | ------------------------------------------- | ----- |
| Individual masculino (detalhes) | Peter Liebers · Alemanha                  | Takahiko Kozuka · Japão                      | Artur Gachinski · Rússia                    | [ 2 ] |
| Individual feminino (detalhes)  | Alena Leonova · Rússia                    | Maé Bérénice Méité · França                  | Maria Artemieva · Rússia                    | [ 3 ] |
| Duplas (detalhes)               | Yu Xiaoyu · Jin Yang · China              | Kristina Astakhova · Alexei Rogonov · Rússia | Vanessa James · Morgan Ciprès · França      | [ 4 ] |
| Dança no gelo (detalhes)        | Charlène Guignard · Marco Fabbri · Itália | Sara Hurtado · Adrià Díaz · Espanha          | Federica Testa · Lukáš Csölley · Eslováquia | [ 5 ] |

## Quadro de medalhas
| Ordem | País           | Medalha de ouro | Medalha de prata | Medalha de bronze |    |
| ----- | -------------- | --------------- | ---------------- | ----------------- | -- |
| 1     | RUS Rússia     | 1               | 1                | 2                 | 4  |
| 2     | GER Alemanha   | 1               |                  |                   | 1  |
| 2     | CHN China      | 1               |                  |                   | 1  |
| 2     | ITA Itália     | 1               |                  |                   | 1  |
| 5     | FRA França     |                 | 1                | 1                 | 1  |
| 6     | ESP Espanha    |                 | 1                |                   | 1  |
| 6     | JPN Japão      |                 | 1                |                   | 1  |
| 8     | SVK Eslováquia |                 |                  | 1                 | 1  |
| TOTAL | TOTAL          | 4               | 4                | 4                 | 12 |